# ناس
ناس (بالأيرلندية: Nás na Ríogh) هي مدينة في مقاطعة كيلدير في أيرلندا. في عام 2011، كان عدد سكانها 20713،  مما يجعلها أكبر مدينة في المنطقة الشمالية لضواحي كيلدير. ناس أيضا إحدى البلدات التابعة الكبيرة، مع الكثير من السكان الذين يقيمون هناك ويعملون في دبلن.

## توأمة
لناس اتفاقيات توأمة مع كل من:
- ديلينغن أن در دوناو
- كاسالاتيكو
- أوماها

## أعلام
- جون إم. كيلي
- دودلي فوربس
- تريفور باورز